# El Bagre
El Bagre – miasto w Kolumbii, w departamencie Antioquia.